# Cinéma psychédélique
Le cinéma psychédélique est un courant cinématographique caractérisé par l'influence du psychédélisme et l'expérience des drogues psychédéliques. Ces films font généralement appel à la distorsion visuelle et à des récits expérimentaux, souvent basés sur l'improvisation et la distorsion de la compréhension de la réalité par le spectateur. Ils peuvent faire directement référence aux drogues ou simplement présenter une réalité déformée qui ressemble aux effets du psychédélisme,. 
Dès la sortie du film surréaliste Un chien andalou (1929) de Luis Buñuel, la narration déformée et l'imagerie onirique lui confèrent une présence psychédélique qui a influencé de nombreux films par la suite. Les Chaussons rouges (1948) de Michael Powell et Emeric Pressburger captive le spectateur avec ses paysages peints hypnotiques et ses prises de vue qui mettent subtilement en évidence les pensées et les peurs inconscientes de la protagoniste.
Quant aux Petites Marguerites (1966) de Věra Chytilová qui s'inscrit dans la Nouvelle Vague tchécoslovaque, il a remué le public de l'époque avec ses protagonistes espiègles et ses images et montages psychédéliques. 
Les films de « western halluciné » sont un exemple de cinéma psychédélique, marqué par l'utilisation de drogues illicites dans le cadre aride et rustique de l'Ouest américain. C'est le cas de Jo Limonade (1964) d'Oldřich Lipský, Tire encore si tu peux (1967) de Giulio Questi, El topo (1970) d'Alejandro Jodorowsky, Le Paradis du Mexicain (1972) de Robert Downey ou Blueberry, l'expérience secrète (2004) de Jan Kounen.
Outre ces œuvres, influencées par le mouvement de la contre-culture des années 1960, de nombreuses œuvres d'autres genres ont été réalisées en utilisant des éléments psychédéliques, comme Dillinger est mort (1969) de Marco Ferreri, Easy Rider de Dennis Hopper, What a Flash! (1972) de Jean-Michel Barjol, Sweet Movie (1974) de Dušan Makavejev, Suspiria (1977) de Dario Argento, Le Fils de la jument blanche de Marcell Jankovics, Pink Floyd: The Wall (1982) d'Alan Parker ou Climax (2018) de Gaspar Noé.